# Wiedemann-Rautenstrauch-Syndrom
Das Wiedemann-Rautenstrauch-Syndrom ist ein sehr seltenes angeborenes Progerie-artiges Syndrom mit den Hauptmerkmalen Kleinwuchs bei Geburt, vorzeitiger Alterung, Mangel an Unterhautfettgewebe, Behaarungsmangel (Hypotrichose), relativ großem Kopf (Makrozephalie) und Dysmorphien.
Synonyme sind: Progeroides neonatales Syndrom; englisch neonatal pseudo-hydrocephalic syndrome
Die Namensbezeichnung bezieht sich auf die Erstbeschreibung als Syndrom aus dem Jahre 1979 durch Hans-Rudolf Wiedemann und bereits 1977 als „Progerie“ durch den Münchner Kinderarzt Thomas Rautenstrauch.

## Verbreitung
Die Häufigkeit wird mit unter 1 zu 1.000.000 angegeben, bislang wurde über mehr als 30 Betroffene berichtet. Die Vererbung erfolgt autosomal-rezessiv.

## Ursache
Der Erkrankung liegen Mutationen im POLR3A-Gen auf Chromosom 10 Genort q22.3 zugrunde.

## Klinische Erscheinungen
Klinische Kriterien sind:
- Intrauterine Wachstumsretardierung mit Dystrophie von 2100 bis 2500 g Geburtsgewicht
- Manifestation als Neugeborenes
- Kleinwuchs, Pseudohydrozephalus mit weit offenen Nähten, verzögertem Verschluss der Fontanellen
- kleines greisenhaftes Gesicht, nur wenig Kopfhaar, auch reduzierte Augenbrauen und Augenlider, schnabelähnliche Nase, tief ansetzende Ohrmuscheln, Mikrogenie
- bereits bei Geburt durchgebrochene Schneidezähne (dentes connati), die im Verlauf verloren gehen
- ausgeprägter Mangel an Fettgewebe, dadurch deutliche Hautvenen und Muskulatur
- relativ große Hände und Füße
- verzögerte statomotorische Entwicklung

## Diagnose
Die Diagnose ergibt sich aus den klinischen Befunden, sie kann bereits vorgeburtlich vermutet werden.

## Therapie
Eine ursächliche Behandlung ist nicht bekannt.

## Aussichten
Nur wenige der Betroffenen überleben bis ins Jugendlichenalter, oft nur wenige Monate.
Möglicherweise wurde dies Syndrom auch beim Atacama-Skelett gefunden.